# Szabadai Zoltán
Szabadai Zoltán (Szeged, 1945. január 11.–) magyar kémiai szakíró, egyetemi tanár, a kémia tudományok doktora.

## Életútja, munkássága
Római katolikus iparos családban született. Középiskolai tanulmányait Temesváron végezte (1963). A BBTE Kémia Karán szerzett diplomát (1968). 1981-ben elnyerte a kémiai tudományok doktora fokozatot a temesvári tudományegyetemen.
Szakmai pályáját tudományos kutatóként a Román Akadémia temesvári kutatóintézetében kezdte (1968–77), majd a temesvári Orvostudományi Egyetem biológia tanszékén kutató (1977–85), a Temes megyei Egészségügyi Felügyelőség élelmiszer-ellenőrző laboratóriumának vezetője (1985–90), 1990-től a temesvári Nyugati Egyetem kémia tanszékének előadója, egyetemi docens, 1996-tól az Orvostudományi és Gyógyszerészeti Egyetem tanára, külső munkatársként a Kondenzált Fázisú Anyagok Fizikai Intézetében is dolgozik.
Kutatásainak tárgyköre rendkívül szerteágazó: szervetlen, szerves, analitikai és fizikai kémia, biokémia, fiziopatológia, informatika. Tudományos eredményeit főképp a bio- és kvantumkémia, analitika, spektroszkópia köréből, a biológiai mintákon végzett anyagizolálás és -tisztítás, fiziopatológia, szilárdtestfizika témáiról hazai és külföldi szaklapokban, konferenciakötetekben közölte. Rendszeres munkatársa a Műszaki Szemlének. Előadóként több rangos hazai és nemzetközi konferencián vett részt.
Az Absorbtion Spectra in the Ultraviolet and Visible Region (XVIII. kötet. Budapest, 1973) társszerzője. Egyetemi hallgatók számára Orvostudományi laboratóriumi gyakorlati útmutató címmel írt jegyzetet (Temesvár, 1981). További kötete: Bazele fizico-chimice ale metodelor de control analitic al medicamentelor. I–II. (Temesvár, 2004–2005).

## Társasági tagság
- Erdélyi Magyar Műszaki Tudományos Társaság (EMT)